# Правдинский сельский совет (Белозёрский район)
Правдинский сельский совет (укр. Правдинська сільська рада) — входит в состав
Белозёрского района
Херсонской области
Украины.
Административный центр сельского совета находится в 
с. Правдино
.

## История
- 1854 — дата образования.

## Населённые пункты совета
- с. Правдино
- с. Кирово
- с. Новая Заря